# Prairie Grove (Illinois)
Pour les articles homonymes, voir Prairie Grove.
Prairie Grove est un village du comté de McHenry dans l'Illinois, aux États-Unis,. Situé au centre-est du comté, il est incorporé le 9 mars 1973.

## Démographie
Lors du recensement de 2010, le village comptait une population de 1 904 habitants. Elle est estimée, en 2016, à 1 857 habitants.

### Source de la traduction
- (en) Cet article est partiellement ou en totalité issu de l’article de Wikipédia en anglais intitulé « Prairie Grove, Illinois » (voir la liste des auteurs).